# Ло Ли Жун
Ло Лижун (кит. трад. 羅麗蓉, упр. 罗丽蓉, пиньинь Lo Li Rong — китайская художница и скульптор, создающая реалистичные скульптуры преимущественно из бронзы. Характерная особенность её стиля: женская фигура в движении в развевающейся одежде или накидке, отлитой таким образом, чтобы создать эффект полупрозрачности.

## Биография
Родилась в 1980 году в Хунци, провинция Хунань, Китай.
В 1998 году поступила в Академию искусств Чанша в Чанша, провинция Хунань, и училась у Сяо Сяоцю . С 2000 по 2005 год она изучала скульптуру в CAFA (Центральная академия изящных искусств в Пекине, Китай) у Сунь Цзябо . В 2005 году окончила академию с отличием. Находясь в CAFA, Ло Лижун участвовала в нескольких общественных скульптурных проектах, включая скульптуру, установленную в 2003 году в парке Да Лянь для Олимпийских игр 2008 года в Пекине.
В 2005 году Ло Лижун уехала во Францию, а в 2006 году они с мужем переехали в Бельгию, где они прожили до 2017 года. В 2018 году Ло Лижун открыла предприятие по отливке скульптур в Болонье, Италия.

## Работы
2016 г.
- Bonheur simple, 5,9 x 7,5 x 5,5 дюйма, бронзовая скульптура
- L’Arrivée du jour, 43,3 x 20,9 x 18,9 дюйма, бронзовая скульптура
- Ligne de ton dos, 6,3 x 13,4 x 5,1 дюйма, бронзовая скульптура
- Je me souviens de toi, 11,8 x 10,2 x 4,7 дюйма, бронзовая скульптура

2017 г.
- L’Arrivée du jour (sans feuille), 43,3 x 20,9 x 18,9 дюйма, бронзовая скульптура
- La mélodie oubliée, 205 x 85 x 85   см, бронзовая скульптура

2018 г.
- Vol Haut, 35 x 20,9 x 16,9 дюйма, бронзовая скульптура